# Begonia dielsiana
Begonia dielsiana là một loài thực vật có hoa trong họ Thu hải đường. Loài này được E.Pritz. ex Diels mô tả khoa học đầu tiên năm 1901.